# 丁名楠
丁名楠（1917年—1999年7月29日），男，汉族，浙江绍兴人，中国历史学家，中国社会科学院近代史研究所研究员，曾任中国史学会理事。

## 家庭
舅舅陈仪。